# Popis hrvatskih veleposlanika u Kazahstanu
Republika Hrvatska i Republika Kazahstan održavaju diplomatske odnose od 20. listopada 1992. Veleposlanstvo Republike Hrvatske u Republici Kazahstanu, sa sjedištem u Nursultanu, osnovano je 2015. godine, a svečano je otvoreno 2019. godine. Od uspostave diplomatskih odnosa do 2014. godine Veleposlanstvo Republike Hrvatske u Ankari bilo je nadležno za bilateralne odnose s Kazahstanom, a od 2014. do uspostave novog Veleposlanstvo, Veleposlanstvo Republike Hrvatske u Moskvi bilo je nadležno za Kazahstan. Dužnost izvanrednog i opunomoćenog veleposlanika Republike Hrvatske u Republici Kazahstanu od 1. studenoga 2018. godine obnaša Refik Šabanović.

## Veleposlanici
| Veleposlanik     | Postavljenje       | Opoziv              | Sjedište  |
| ---------------- | ------------------ | ------------------- | --------- |
| Hidajet Biščević | 22. srpnja 1994.   | 1. ožujka 1996.     | Ankara    |
| Ivica Tomić      | 4. studenoga 1996. | 31. listopada 2000. | Ankara    |
| Amir Muharemi    | 4. ožujka 2002.    | 25. listopada 2005. | Ankara    |
| Gordan Bakota    | 9. siječnja 2006.  | 31. prosinca 2010.  | Ankara    |
| Dražen Hrastić   | 11. srpnja 2011.   | 9. veljače 2014.    | Ankara    |
| Igor Pokaz       | 10. veljače 2014.  | 30. lipnja 2015.    | Moskva    |
| Tonči Staničić   | 21. lipnja 2017.   | 31. listopada 2018. | Moskva    |
| Refik Šabanović  | 1. studenoga 2018. |                     | Nursultan |

## Vanjske poveznice
- Kazahstan na stranici MVEP-a